# 馬雷哈河
53°54′11″N 23°38′53″E / 53.903°N 23.648°E

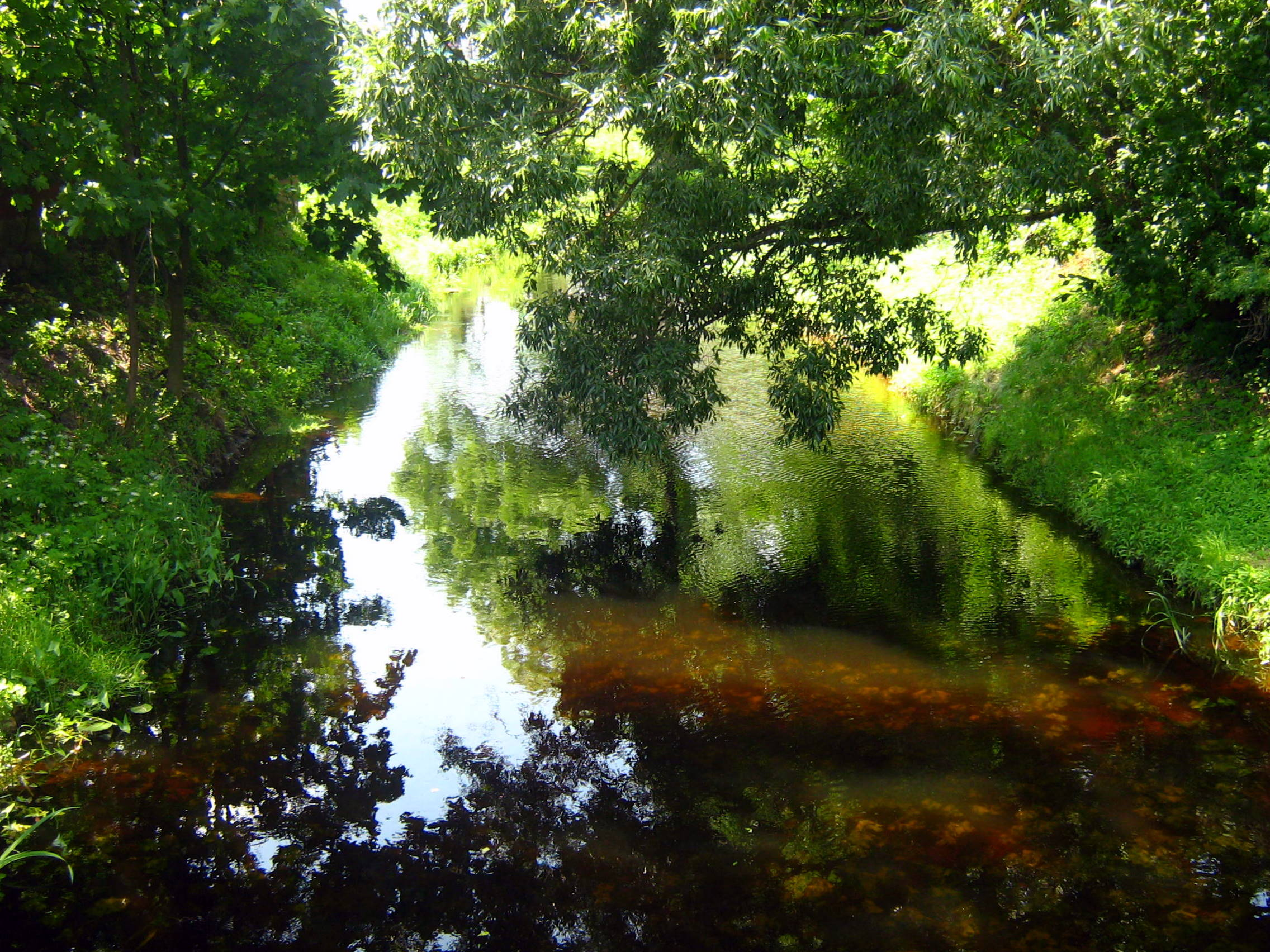

馬雷哈河是東歐的河流，流經白俄羅斯、波蘭和立陶宛，屬於黑漢恰河的支流，河道全長81公里，流域面積432平方公里，河畔城鎮有塞伊內。